# Emil Cedercreutz
Emil Herman Robert Cedercreutz (né le 16 mai 1879 à Köyliö — décédé le 28 janvier 1949 à Helsinki) est un sculpteur et silhouettiste finlandais.

## Biographie

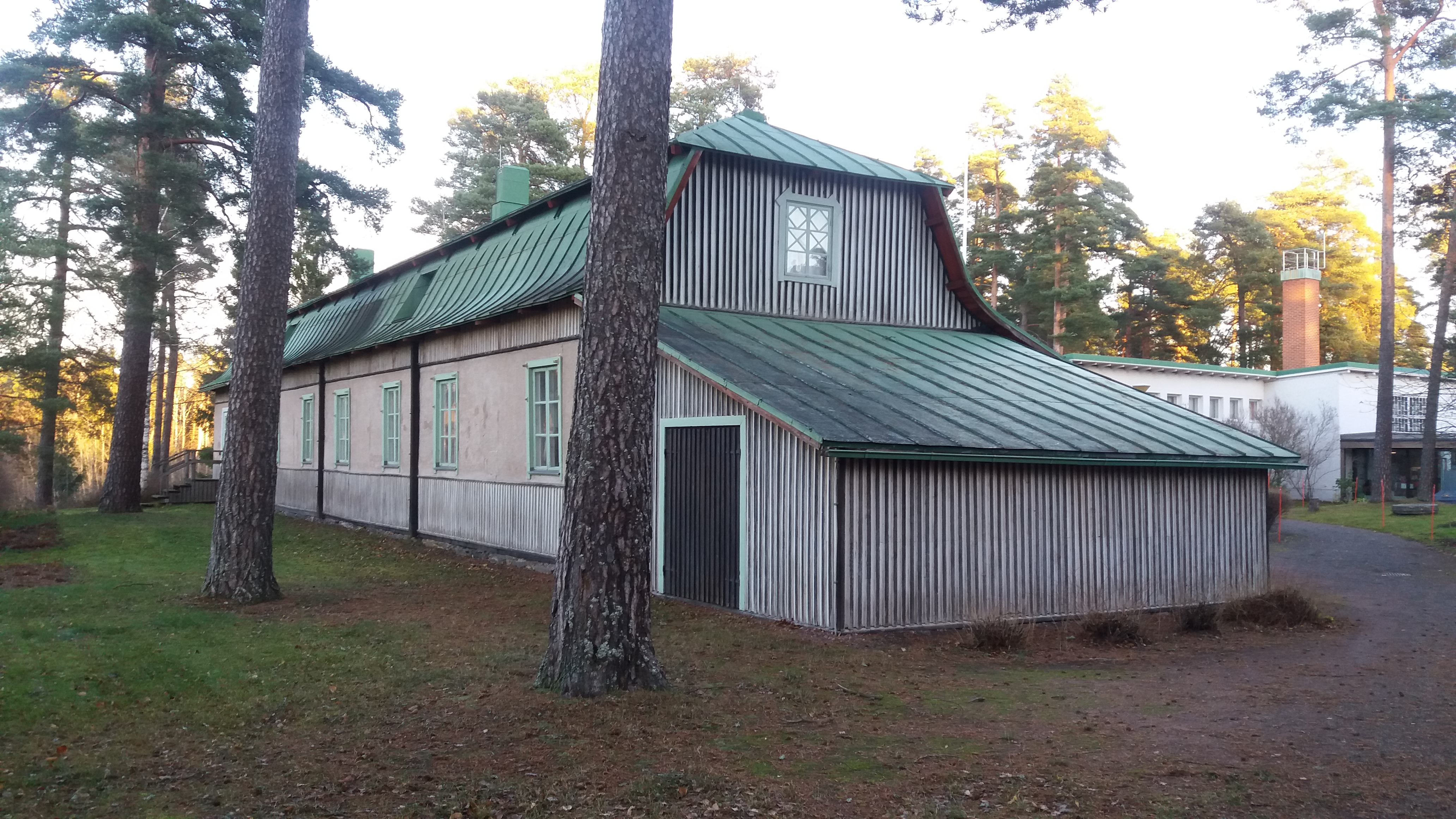
Maison et atelier d'Emil Cedercreutz à Harjavalta.

Cedercreutz nait au manoir Köyliönkartano. Il étudie à l' école de dessin de l'association des arts à Helsinki. En 1903–1904, il est l'élève de Charles Van der Stappen à Bruxelles puis en 1904–1905 il étudie à Rome. De 1906 à 1909, il étudie sous la direction de Raoul Verlet à l'Académie Julian de Paris.
Il est influencé par des sculpteurs comme Charles van der Stappen, Constantin Meunier et Auguste Rodin ainsi que par le Mouvement tolstoïen.
En 1914, Cedercreutz commence à travailler dans son nouvel atelier au bord de la rivière Kokemäenjoki dans la municipalité de Harjavalta.

## Reconnaissance
Il devient membre associé de la Société nationale des beaux-arts. Commandeur de la Couronne d'Italie, il expose à la Société nationale des beaux-arts et, entre autres, à la Galerie Georges Petit. Écrivain, il illustre lui-même ses livres.

## Sculptures
| Ouvrage             | Image | Lieu                              | année | références |
| ------------------- | ----- | --------------------------------- | ----- | ---------- |
| Äestäjä             |       | École Cygnaeus de Pori            | 1912  | [ 3 ]      |
| Äidinrakkaus        |       | Varsapuisto                       | 1928  |            |
| Itkevä tyttö        |       | Pori                              | 1928  |            |
| Kyntäjä             |       | Mairie de Harjavalta              | 1928  | [ 4 ]      |
| Pekka-koira         |       | Kaivopuisto, Helsinki             | 1932  |            |
| Mannen vid ratten   |       | Mariehamn                         | 1933  |            |
| Satakunnan karhu    |       | Parc de l'ancienne mairie de Pori | 1938  |            |
| Arcum tendit Apollo |       | Lastenlehto, Helsinki             | 1917  | [ 5 ]      |
| Ystäväni nummella   |       | Institut équin d’Ypäjä            | 1906  | [ 7 ]      |
| "Rannalla"          |       | Musée Emil Cedercreutz Harjavalta | 1920  |            |
| "Après la tâche"    |       | Musée Emil Cedercreutz Harjavalta | 1904  |            |
| "Ojankaivaja"       |       | Musée Emil Cedercreutz Harjavalta | 1935  |            |
| "Verikoiria"        |       | Musée Emil Cedercreutz Harjavalta | 1937  |            |
| "Puun kaatoon"      |       | Musée Emil Cedercreutz Harjavalta | 1920  |            |
| "Première pose".    |       | Musée Emil Cedercreutz Harjavalta | 1903  |            |
| "Au Crépuscule"     |       | Musée Emil Cedercreutz Harjavalta | 1903  |            |

## Ouvrages écrits

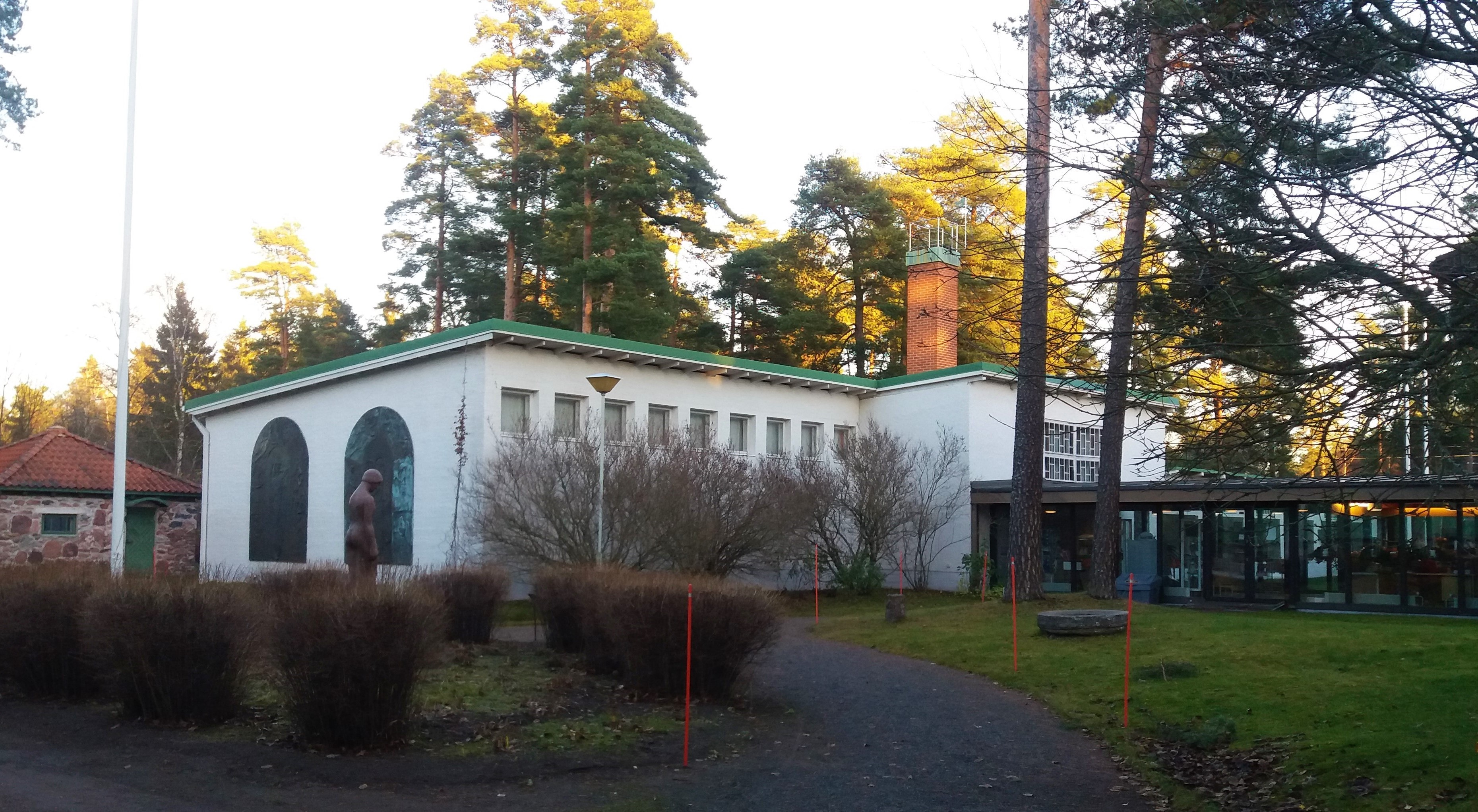
Musée Emil Cedercreutz à Harjavalta.

### Silhouettes
- (sv) En bilderbok för ung och gammal : siluetter, Helsinki, W. Hagelstam, 1900
- (sv) Dikter om kvinnor : silhuetter, Helsinki, Edlundska bokhandeln, 1901
- (sv) Häststudier i skulptur och klippning, Helsinki, Lilius & Hertzberg, 1902
- (sv) Typer 1. Kända : med silhuetter av författaren, Helsinki, Schildt, 1917
- (sv) Blomstervägen : med silhuetter af författaren, Helsinki, Söderström, 1919
- (sv) Typer 2.  Okända : med silhuetter av författaren, Helsinki, Schildt, 1919

### Illustrations
- (fi) Yrjö Koskelainen et Emil Cedercreutz, Saaristoväkeä : novelleja, Helsinki, Kirja, 1912
- (fi) Veikko Antero Koskenniemi, Emil Cedercreutz, Kevätilta Quartier latinissä : Parisin muistelma, Porvoo, WSOY, 1912
- (fi) Maila Talvio, Yrjö Koskelainen,  Veikko Antero Koskenniemi,  Ida Aalberg, Konrad ReijoWaara, Emil Cedercreutz, Maaliskuun iltana 1/III 1912 (Satakuntaan perustettavan keuhkotautiparantolan hyväksi), Helsinki, Lilius & Hertzberg, 1912
- (fi) Constance Ullner, Allan Höijer et Emil Cedercreutz (trad. Antti Rytkönen, ill. Onni Muusari), Lasten eläinsuojelusoppi, Helsinki, Kansanvalistusseura, 1916
- (fi) Nanny Cedercreutz, Emil Cedercreutz, Fröken Milla Lund och Fiken, hennes hund : en rimkrönika från nådens år 1916, Helsinki, Schildt, 1919
- (fi) Arvid Lydecken et Emil Cedercreutz, Pikku veikko : pienen pojan elämästä, Helsinki, Otava, 1919
- (sv) Carl von Diederichs, Emil Cedercreutz, Ur spalterna : dikter, Helsinki, Söderström, 1921
- (fi) Arvid Lydecken; Emil Cedercreutz, Iloista väkeä : Arvilyn säkeitä, Helsinki, Otava, 1921
- (fi) Antti Rytkönen et Emil Cedercreutz, Marja-Maijan runokirja, Helsinki, Otava, 1921
- (fi) Tyko Hagman, Lisa Hagman et Emil Cedercreutz, Satuja ja runoja lapsille (parties I–III), Helsinki, Otava, 1928–1931
- (fi) Kyösti Virta et Emil Cedercreutz, Pakinoita Tuohiniemen Tahvosta ja Leenasta, Pori, Satakunnan kirjateollisuus, 1935
- (fi) Arvid Lydecken; Emil Cedercreutz, Pieni joululipas : runosatuja lapsille (parties  VIII–XII), Helsinki, Otava, 1942–1946
- (fi) Sven Hirn et Emil Cedercreutz, Sirkus kiertää Suomea 1800–1914, Helsinki, Suomalaisen kirjallisuuden seura, 1982 (ISBN 951-717-295-8)
- (fi) Nanny Cedercreutz, Emil Cedercreutz (trad. Tarmo Manelius), Neiti Milla Lund ja Ahnas, hänen koiransa : riimikronikka armon vuodelta 1916, Tampere, Palladium-kirjat, 1996 (ISBN 952-9893-09-4)

### Autres écrits
- (fi) Molemmin puolin rintamaa : kuvia ja sanoja, Porvoo, WSOY, 1918
- (sv) På båda sidor om fronten : med silhuetter af författaren, Helsinki, Schildt, 1918
- (fi) Maata ja ilmaa : sanoin ja kuvin, Helsinki, Edistysseurojen kustannusosakeyhtiö, 1920
- (sv) Starka människor, Helsinki, Söderström, 1920
- (sv) I ödets gunga, Helsinki, Söderström, 1922
- (fi) Yksinäisyyttä ja ihmisvilinää : muistelmia, Jyväskylä, Gummerus, 1939, 300 p. (ISBN 951-99188-4-1)
- (sv) Det spanska blodet : glimtar ur en familjekrönika, Helsinki, Schildt, 1942
- (sv) När det skymmer : dikter, Turku, Bro, 1945
- (sv) Cirkusliv i Norden, Turku, Bro, 1946